# Élections européennes de 2019 en Tchéquie
Les élections européennes de 2019 en Tchéquie sont les élections des députés de la neuvième législature du Parlement européen, qui se déroulent du 23 mai au 26 mai 2019 dans tous les États membres de l'Union européenne, dont la Tchéquie où elles ont lieu sur deux jours, les 24 et 25 mai.
Malgré le départ du Royaume-Uni de l'Union européenne, la République tchèque ne s'est pas vu attribuer de siège supplémentaire, et doit élire 21 députés, comme lors des élections de 2014.

## Mode de scrutin
Les eurodéputés tchèques sont élus au scrutin proportionnel de liste dans une circonscription unique à l'échelle du pays. Les sièges sont répartis entre les listes dépassant le seuil de 5 % des suffrages exprimés selon la méthode d'Hondt.

## Contexte
Au niveau européen, le scrutin intervient dans un contexte inédit. La mandature 2014-2019 a en effet vu intervenir plusieurs événements susceptibles d'influer durablement sur la situation politique européenne, comme le référendum sur l'appartenance du Royaume-Uni à l'Union européenne en 2016, l'arrivée ou la reconduction au pouvoir dans plusieurs pays de gouvernements eurosceptiques et populistes (en Hongrie en 2014, en Pologne en 2015, en Autriche en 2017 et en Italie en 2018) et l'adoption de l'Accord de Paris sur le climat en 2015. Les élections interviennent alors que la Commission européenne est présidée depuis 15 ans par le Parti populaire européen (PPE) ; la Commission sortante, présidée par Jean-Claude Juncker, rassemble des membres du PPE, de l'Alliance des libéraux et des démocrates pour l'Europe et du Parti socialiste européen.
En Tchéquie, les élections européennes ont lieu près de 2 ans après les élections législatives tchèques de 2017 qui avaient vu arriver en tête le parti libéral et populiste ANO 2011. L'homme d'affaires Andrej Babiš est alors devenu premier ministre à la tête d'un gouvernement soutenu par son seul parti mais qui, n'obtient pas la confiance de la chambre des députés en janvier 2018. Depuis juin 2018, Andrej Babiš est à la tête d'un gouvernement composé de son parti et des sociaux-démocrates du ČSSD, et qui a reçu le soutien du Parti communiste de Bohême et Moravie lors du vote de confiance.
Le premier ministre tchèque Andrej Babiš est par ailleurs mis en cause dans une affaire de détournements de subventions publiques européennes et de corruption,.

## Campagne

### Candidats et partis
| Parti politique | Parti politique                                                       | Positionnement et idéologie                                               | Tête de liste   | Parti européen                   | Députés sortants | Députés sortants |
| Parti politique | Parti politique                                                       | Positionnement et idéologie                                               | Tête de liste   | Parti européen                   | Nombre           | Groupe politique |
| --------------- | --------------------------------------------------------------------- | ------------------------------------------------------------------------- | --------------- | -------------------------------- | ---------------- | ---------------- |
|                 | ANO 2011                                                              | Centre droit Libéralisme, Populisme                                       | Dita Charanzová | ALDE                             | 4 / 21           | ALDE             |
|                 | TOP 09 - Maires et indépendants (STAN) - Zelení                       | Centre droit Europhilie                                                   |                 | PPE (TOP 09 - STAN) PVE (Zelení) | 4 / 21           | PPE              |
|                 | Parti social-démocrate tchèque (ČSSD)                                 | Centre gauche Social-démocratie, Europhilie                               |                 | PSE                              | 4 / 21           | S&D              |
|                 | Parti communiste de Bohême et Moravie (KSČM)                          | Gauche radicale Communisme, euroscepticisme                               |                 | PGE                              | 3 / 21           | GUE/NGL          |
|                 | Union chrétienne démocrate - Parti populaire tchécoslovaque (KDU-ČSL) | Centre droit Démocratie chrétienne, Conservatisme social                  |                 | PPE                              | 3 / 21           | PPE              |
|                 | Parti démocratique civique (ODS)                                      | Droite Conservatisme, National-libéralisme                                |                 | ACRE                             | 2 / 21           | CRE              |
|                 | Parti des citoyens libres                                             | Droite Libéralisme, Libertarianisme conservateur                          |                 | ADDE                             | 1 / 21           | ELDD             |
|                 | Parti pirate tchèque (Piráti)                                         | Centre gauche Libertarisme de gauche, cyberdémocratie                     |                 | PPUE                             | 0 / 21           |                  |
|                 | Liberté et démocratie directe (SPD)                                   | Droite à extrême droite Démocratie directe, Nationalisme, Euroscepticisme |                 | MENL                             | 0 / 21           |                  |

### Déroulement de la campagne
Début février, une coalition électorale entre les partis de centre-droit TOP 09, STAN et le parti vert a été annoncée. Les sondages à cette période montraient un risque que ces trois partis individuellement ne dépassent pas le seuil électoral de 5%. Si la coopération entre les partis TOP 09 et STAN, tous deux siégeant dans le groupe PPE, ne posait pas de problème, ce ne fut pas le cas de celle avec les Verts. Critiquée au sein de TOP 09, l'alliance a aussi provoqué le départ de plusieurs membres de l'aile gauche du parti vert et les jeunes verts, opposés à l'accord, ont décidé de mettre fin à leur coopération avec le parti vert.

### Sondages
| Sondeur           | Date           | KSČM   | ČSSD   | PIRÁTI | ANO 2011 | KDU-ČSL | TOP 09 STAN | ODS    | Svobodní | SPD    | Autres |
| ----------------- | -------------- | ------ | ------ | ------ | -------- | ------- | ----------- | ------ | -------- | ------ | ------ |
| Sondeur           | Date           |        |        |        |          |         |             |        |          |        |        |
| STEM/MARK         | 3 mai 2019     | 7,0 %  | 6,0 %  | 16,0 % | 20,0 %   | 6,0 %   | 12,0 %      | 11,0 % | --       | 14,0 % | 8,0 %  |
| CVVM              | 10 avril 2019  | 10,0 % | 8,5 %  | 10,5 % | 28,0 %   | 4,0 %   | 5,0 %       | 12,0 % | --       | 5,0 %  | 17,0 % |
| Phoenix Research  | 4 avril 2019   | 6,7 %  | 8,7 %  | 21,2 % | 18,2 %   | 5,3 %   | 6,9 %       | 15,4 % | --       | 4,0 %  | 13,6 % |
| Élections de 2014 | 23-24 mai 2014 | 11,0 % | 14,2 % | 4,8 %  | 16,1 %   | 10,0 %  | 16,0 %      | 7,7 %  | 5,2 %    | /      | 15 %   |

## Résultats
| Parti ou coalition       | Parti ou coalition                                                    | Voix      | %     | +/-   | Sièges | +/- | Groupe    |
| ------------------------ | --------------------------------------------------------------------- | --------- | ----- | ----- | ------ | --- | --------- |
|                          | ANO 2011                                                              | 502 343   | 21,18 | 5,05  | 6      | 2   | RE        |
|                          | Parti démocratique civique (ODS)                                      | 344 885   | 14,54 | 6,87  | 4      | 2   | CRE       |
|                          | Parti pirate tchèque (Piráti)                                         | 330 844   | 13,95 | 9,17  | 3      | 3   | Verts/ALE |
|                          | TOP 09 - Maires et indépendants (STAN)                                | 276 220   | 11,65 | 4,30  | 3      | 1   | PPE       |
|                          | Libertés et démocratie directe (SPD)                                  | 216 718   | 9,14  | Nv.   | 2      | 2   | ID        |
|                          | Union chrétienne démocrate - Parti populaire tchécoslovaque (KDU-ČSL) | 171 723   | 7,24  | 2,71  | 2      | 1   | PPE       |
|                          | Parti communiste de Bohême et Moravie (KSČM)                          | 164 624   | 6,94  | 4,04  | 1      | 2   | GUE/NGL   |
|                          | Parti social-démocrate tchèque (ČSSD)                                 | 93 664    | 3,95  | 10,22 | 0      | 4   | S&D       |
|                          | La voix                                                               | 56 449    | 2,38  | Nv.   | 0      | 0   | Aucun     |
|                          |                                                                       |           |       |       |        |     |           |
| Votes valides            | Votes valides                                                         | 2 370 765 | 99,30 |       |        |     |           |
| Votes blancs et nuls     | Votes blancs et nuls                                                  | 17 539    | 0,70  |       |        |     |           |
| Total                    | Total                                                                 | 2 388 304 | 100   | -     | 21     | 1   | -         |
| Abstentions              | Abstentions                                                           | 4 978 463 | 71,28 |       |        |     |           |
| Inscrits / Participation | Inscrits / Participation                                              | 8 316 767 | 28,72 |       |        |     |           |